# گروه متناهیاً تولیدشده

گروه دووجهی از مرتبه ۸، همانگونه که در شکل فوق نشان داده شده، نیاز به دو مولد دارد.

در جبر، گروه متناهیاً تولیدشده، یا گروه متناهی‌المُوَلِّد (به انگلیسی: Finitely Generated Group)، گروهی چون G است که مجموعه مولد آن S، متناهی باشد؛ یعنی هر عنصر از G را بتوان به صورت ضرب تعداد متناهی از عناصر مجموعه متناهی S یا معکوس‌هایشان نوشت.
براساس تعریف هر گروه متناهی، متناهیاً تولید شده است، چرا که S را می‌توان خود G در نظر گرفت. چون هر مجموعهٔ متناهیْ شماراست، پس هر گروهِ متناهیاً تولیدشده باید شمارا باشد؛ اما گروه‌های شمارا لزوماً متناهی‌المولد نیستند. گروه جمعی مجموعهٔ اعداد گویای {\displaystyle \mathbb {Q} }، نمونه‌ای از گروه‌های شماراست که علی‌رغم شمارا بودن، متناهیاً تولیدشده نیست.

## ارجاعات
1. ↑  Gregorac, Robert J. (1967). "A note on finitely generated groups". Proceedings of the American Mathematical Society. 18 (4): 756. doi:10.1090/S0002-9939-1967-0215904-3.

- مشارکت‌کنندگان ویکی‌پدیا. «Finitely Generated Group». در دانشنامهٔ ویکی‌پدیای انگلیسی، بازبینی‌شده در ۸ ژوئن ۲۰۲۱.